# Tienkoikro
Tienkoikro  è una città e sottoprefettura della Costa d'Avorio appartenente al dipartimento di Bondoukou. Conta una popolazione di 13 417 abitanti (censimento 2014).